# Sinfonia in un tempo
Sinfonia in un tempo è una composizione del 1950 di Gian Francesco Malipiero.
La prima mondiale fu diretta da Paul Kletzki il 21 marzo 1951 al Teatro Argentina di Roma.
L'assenza di numerazione si spiega col fatto che Malipiero considerava fatidico il numero 7 (tematica che ricorre costantemente nella sua opera) e non avrebbe voluto superarlo nella serie delle sue sinfonie. La sinfonia n. 7 Delle Canzoni era stata composta nel 1948. Egli tuttavia riprese a numerare le sinfonie nel 1964, con la Sinfonia n. 8 Symphonia brevis.

## Stile
Dice lo stesso Malipiero riguardo alla Sinfonia in un tempo: «questa ottava sinfonia è nata quasi per conto suo, timida come un'intrusa». Consta di quattro parti, ma nell'esecuzione queste devono inserirsi l'una nell'altra in modo tale che il passaggio di tempo risulti praticamente impercettibile.
Scritta nello stile madrigalesco tipico di Malipiero, comprende un "Andante", un "Lento", un "Allegro spigliato" con carattere quasi di Scherzo e il conclusivo "Andante", dal piglio decisamente drammatico.
La tessitura armonica del brano prelude già a mutamenti di stile che Malipiero comincerà ad intraprendere durante la metà degli anni cinquanta, quando la sua scrittura diverrà più chiaramente pancromatica.